# Demétrius
Demétrio Zahra Neto más conocido como Demétrius (Río de Janeiro 28 de marzo de 1942-São Paulo 11 de marzo de 2019), fue un cantante y compositor brasileño.

## Biografía
Comenzó su carrera en 1958, actuando de telonero en un concierto de rock brasileño de la Joven Guardia. Su primer éxito antes de lanzar su primer LP, fue con el compacto Rock del Saci, lanzado en 1961.
Después se integró en el movimiento de la Joven Guardia y alcanzó popularidad en las listas de éxitos con el ritmo de la lluvia, la versión portuguesa del ritmo de la lluvia, del grupo The Cascades. Se convirtió en uno de los más prestigiosos ídolos entre la juventud y vendió miles de copias presentándose en los principales escenarios brasileños. Ganó premios como el trofeo Chico Viola y varios Globos de Oro. Intervino en los principales programas de televisión y revistas brasileñas de la época. En los últimos años, adquirió una casa de campo, una tienda de barcos y un quiosco en la playa.
Falleció el 11 de marzo de 2019 en São Paulo, a los 76 años, debido a una parada cardíaca.

## Discográfia
- 1962 - Demetrius Canta… Con Amor y Mocidade (Continental)
- 1963 - Ídolo de la Juventud (Continental)
- 1964 - El Ritmo de la Lluvia (Continental)
- 1965 - Demetrius (Continental)
- 1967 - El Ídolo que Vuelve (Continental)
- 1968 - Demetrius (Continental)
- 1973 - Encuentro (RCA)
- 1976 - El Ritmo de la Lluvia (Continental)
- 1988 - Demetrius / Coletânea (Phonodisc)
- 1995 - Demetrius / Coletânea (Phonodisc)
- 1999 - Demetrius (Zan Bradisc)
- 2000 - Demetrius / Coletânea (BMG Brasil)
- 2001 - Demetrius / Coletânea (Continental)